# Dead River Dike
La Dead River Dike est une digue américaine située dans le comté de Richland, en Caroline du Sud. Protégée au sein du parc national de Congaree, elle est inscrite au Registre national des lieux historiques depuis le 25 novembre 1996.